# آلترنتیو ۴ (گروه موسیقی)

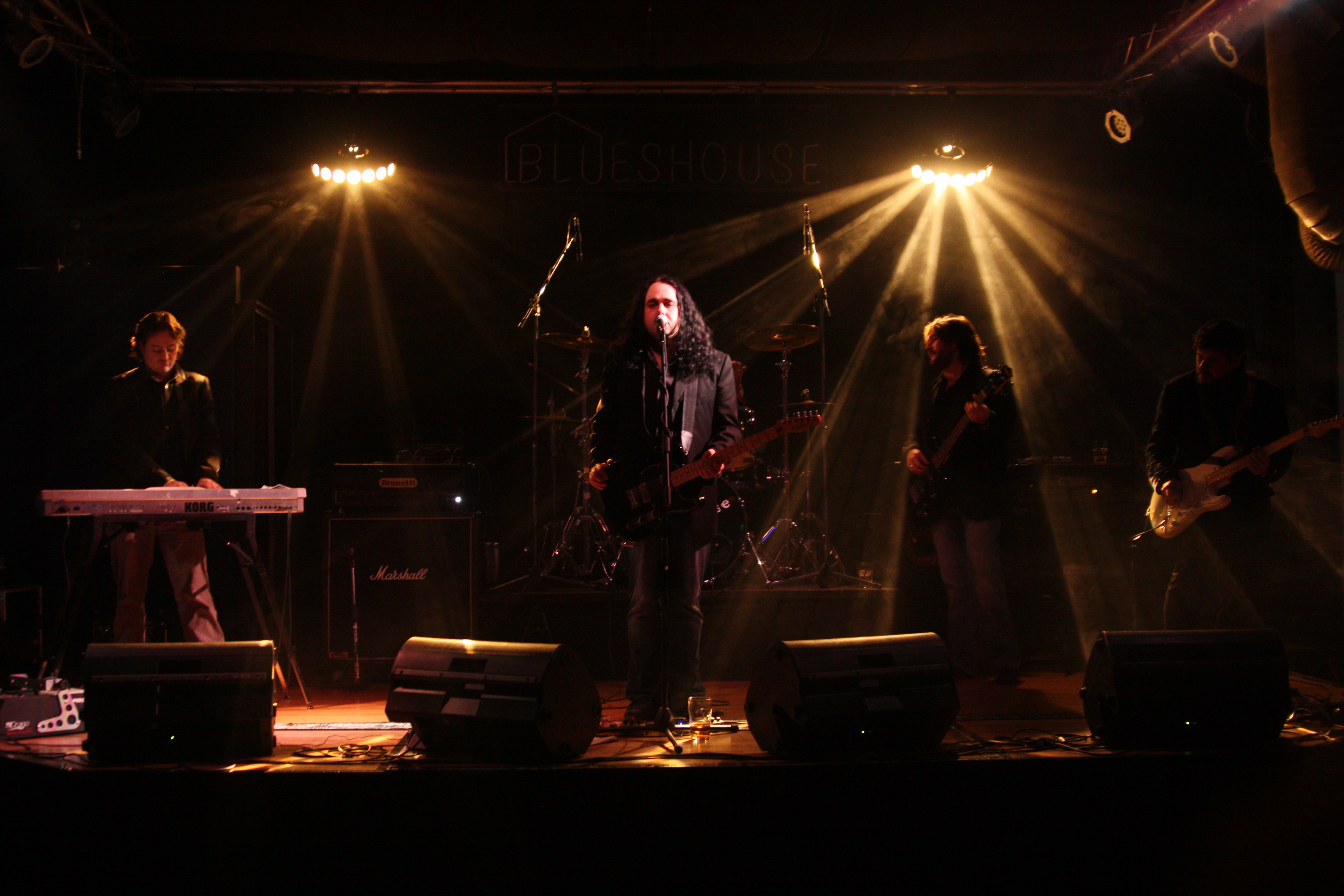
یکی از کنسرت های گروه آلترنتیو ۴

آلترنتیو ۴ (به انگلیسی: Alternative 4) نام یک گروه موسیقی است که توسط دانکن پترسن عضو سابق گروه آناتما شکل گرفت.این گروه موسیقی اولین آلبوم خود را در سال ۲۰۱۱ با نام The Brink منتشر کرد.